# Psilopogon franklinii
El barbudo de Franklin o barbudo de garganta dorada (Psilopogon franklinii) es una especie de ave piciforme de la familia Megalaimidae que vive principalmente en el sudeste asiático.

## Distribución y hábitat

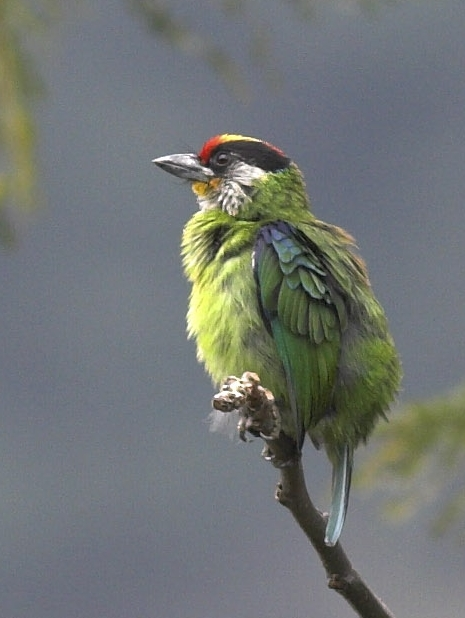
Adulto de M. f. franklinii.

El barbudo de Franklin se extiende desde el noreste del subcontinente indio por Indochina hasta la península malaya y el suroeste de China. Su hábitat natural se encuentra en las selvas de hoja ancha entre los 900–2565 m de altitud. Anida en los huecos de los árboles.

## Descripción y taxonomía
El barbudo de Franklin mide entre 20,5 y 23,5 cm de largo. Es un ave rechoncha, de cuello corto y cabeza relativamente grande. Su pico es robusto y negruzco. En el plumaje de su cuerpo predomina el verde, mientras que en su cabeza presenta llamativos colores, que varían según las subespecies. Los adultos de la subespecie nominal tienen la frente roja, el píleo amarillo, anchas listas superciliares negras, mejillas blancas y garganta amarilla. Ambos sexos tienen un aspecto similar, y los juveniles presentan patrones de color más apagados en la cabeza.
- M. f. franklinii, la subespecie nominal que se encuentra desde el este de la India hasta el norte de Laos y China suroccidental;
- M. f. ramsayi ocupa el centro y este de Birmania el norte y oeste de Tailandia. Tiene la parte inferior de la garganta gris y las coberteras auriculares negras con vetas grises.
- M. f. trangensis se encuentra en la península malaya. Tiene un aspecto similar a la nominal.
- M. f. minor ocupa las montañas de Malasia. Se parece a la nominal pero tiene una mancha azul tras las coberteras auriculares.
- M. f. auricularis se extiende por los altiplanos del sur y centro de Camboya, el centro de Laos y Vietnam. También tiene una mancha azul tras las coberteras auriculares.

Los machos emiten un canto territorial de tipo pukwowk.